# Lijst van egyptologen

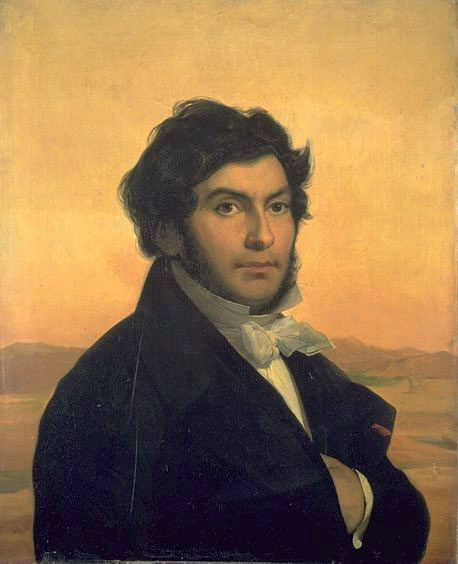
Jean-François Champollion wordt wereldwijd beschouwd als de grondlegger van de egyptologie en had een grote bijdrage aan de ontcijfering van het hiërogliefenschrift.

Hieronder een lijst van egyptologen op alfabetische volgorde. Korte, Engelstalige biografieën van overleden Egyptologen zijn te vinden in de gedrukte publicatie Who Was Who in Egyptology. 

## A
- Jean-Baptiste Adanson
- Johan David Åkerblad
- Maurice Alliot

## B
- Jürgen von Beckerath
- Jan Beekmans
- Giovanni Battista Belzoni
- Friedrich Wilhelm von Bissing
- C. Blankenberg-van Delden
- Adriaan de Buck
- E.A. Wallis Budge

## C
- Jean Capart
- Howard Carter
- Chaemwase
- Jean-François Champollion

## E
- Dorothy Eady
- Thomas Erpenius

## F
- Henri Frankfort
- Joann Fletcher

## G
- Alan Gardiner
- Bernard Pyne Grenfell
- René Guénon

## H
- Gustave Hagemans
- Zahi Hawass
- George Edward Stanhope Molyneux Herbert
- Johann Jakob Hess
- Arthur Surridge Hunt

## J
- Christian Jacq

## K
- Adolf Klasens
- Jiro Kondo
- Wolfgang Kosack

## L
- Karl Richard Lepsius
- Victor Loret

## M
- Solomon Malan
- Auguste Mariette
- Gaston Maspero
- Herman De Meulenaere
- Pierre Montet
- Margaret Murray

## P
- William Flinders Petrie
- Jacques Pirenne
- Willem Pleyte
- Huub Pragt

## R
- Maarten Raven
- George Reisner
- David Rohl
- Ippolito Rosellini

## S
- Henry Salt
- Otto Schaden
- Gustavus Seyffarth

## T
- Édouard de Villiers du Terrage

## V
- Jozef Vergote
- Matthieu Heerma van Voss

## W
- John Anthony West
- John Gardner Wilkinson

## Y
- Sakuji Yoshimura
- Thomas Young